# Laurentius Corvinus

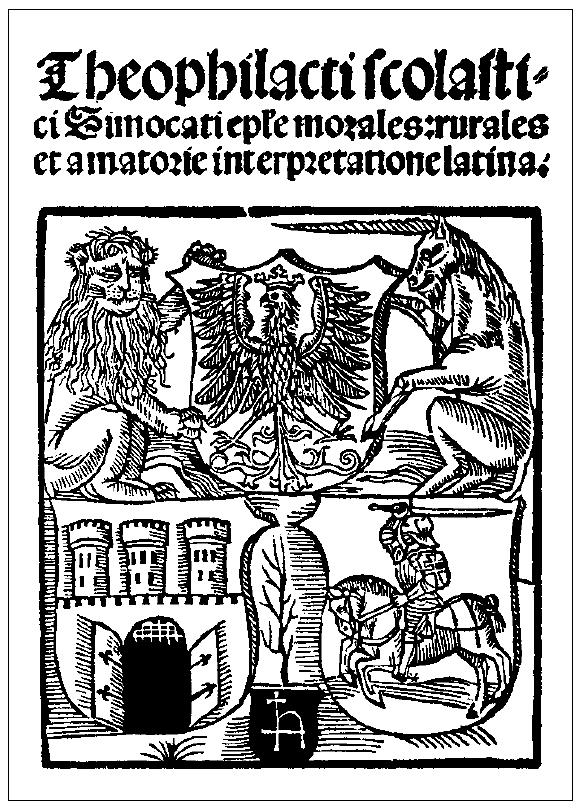
Theophilacti Scolastici Simocatti Epistole morales, rurales at amatoriae, interpretatione latina

Laurentius Corvinus (eigentlich Lorenz Rabe, lateinisch Laurentius Corvinus Novoforensis. polnisch Wawrzyniec Korwin; * 1465 in Neumarkt, Fürstentum Breslau; † 1527 in Breslau) war ein schlesischer Gelehrter an der Universität Krakau, Stadtschreiber von Breslau und Thorn sowie Rektor des Breslauer Elisabet-Gymnasiums.

## Leben
Lorenz Rabe stammte aus Neumarkt, das zum Weichbild Breslau gehörte und schon im 13. Jahrhundert durch das Neumarkter Recht bekannt wurde. Sein Vater Bartholomäus Rabe war seit 1468 Ältester der Kürschner sowie Ratsherr und Schöffe zu Neumarkt. Seine Mutter Anna († 1504) war die Tochter des Tuchmachers und Ratsherrn Johann von Münsterberg. 1484 immatrikulierte er sich für das Studium der Sieben freie Künste als „Laurentius Bartholomej de Nouo foro“ an der Universität Krakau, wo er vermutlich Nicolaus Copernicus kennengelernt hatte. Im Wintersemester 1488/89 erwarb er den Magistergrad und hielt schon bald Vorlesungen: 1489/90 über die Traktate der „Parva logicalia des Petrus Hispanus“, 1492 über „De ente et essentia“ und 1493 über „Aristoteles Libri Posteriorum“. Außerdem behandelte er die Bucolica des Vergil, „De consolatione philosophia“ von Boethius u. a. 1496 veröffentlichte er in Basel „Cosmographia dans manuductionem in tabulas Claudii Ptolomei“.
Er war Stadtschreiber von Breslau und von 1505 bis 1508 Stadtschreiber in Copernicus’ Heimatstadt Thorn, dem er bei der Veröffentlichung von dessen Übersetzung der griechischen Gedichte von Theophylactus Simocatta behilflich war und das Manuskript zum Drucker Johann Haller nach Krakau brachte, wo es 1509 gedruckt wurde.
Von 1499 bis 1505 war Corvinus Rektor des Breslauer Elisabet-Gymnasiums. Er unterhielt u. a. Kontakte zu Johann von Sommerfeld und Conrad Celtis.

## Werke
- Cosmographia dans manuductionem in tabulas Claudii Ptolomei, hrsg. von Heinrich Bebel (Basel: [Keßler], 1496)
- Carminum structura ([Leipzig]: Landsberg, [1496])
- De Apolline et novem Musis
- Epicedium in Alexandrum Polon. regem
- Latinum idioma ([Leipzig]: [Kachelofen oder Lotter], [c. 1498–1500])
- Carmen […] de Nympharum conquestione super hyemis rigiditate[m] (Leipzig: Thanner, 1500)
- Hortulus elegantiarum (Kraków, 1502 Ausgabe verzeichnet von Panzer; erste ausführliche Ausgabe ist Breslau: Baumgart, 1503)
- Carmen elegiacum […] de Apolline et novem musis (Breslau: Baumgart, 1503)
- Epicedium, in Serenissimum ac Gloriosissimum Principem Alexandrum, Poloniæ Regem (Kraków: Haller, 1506, verloren)
- Dialogus carmine et soluta oratione conflatus de Mentis saluberrima persuasione ad honesta ingenuarum artium studia (Leipzig: Schumann, 1516)
- Epithalamium. Laurenti Corvini. In nuptiis sacræ regiæ Maiestatis. Poloniæ […] (Kraków: Hieronymus Vietor, 1518)
- Cursus sancti Bonaventuræ de passione domini (Breslau: Dyon, 1521)
- Compendiosa carminum structura
- Einleitung zu Ptolemaeus’ Cosmographia dans manuductionem in tabulas Ptolemaei und Weitere[6]